# 聚光太阳能热发电

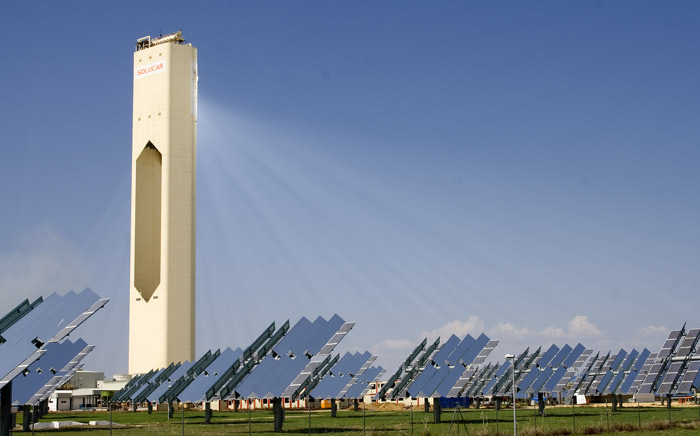
西班牙的PS10太阳能发电塔，把太阳光从定日镜场集中到中央的太阳能发电塔.

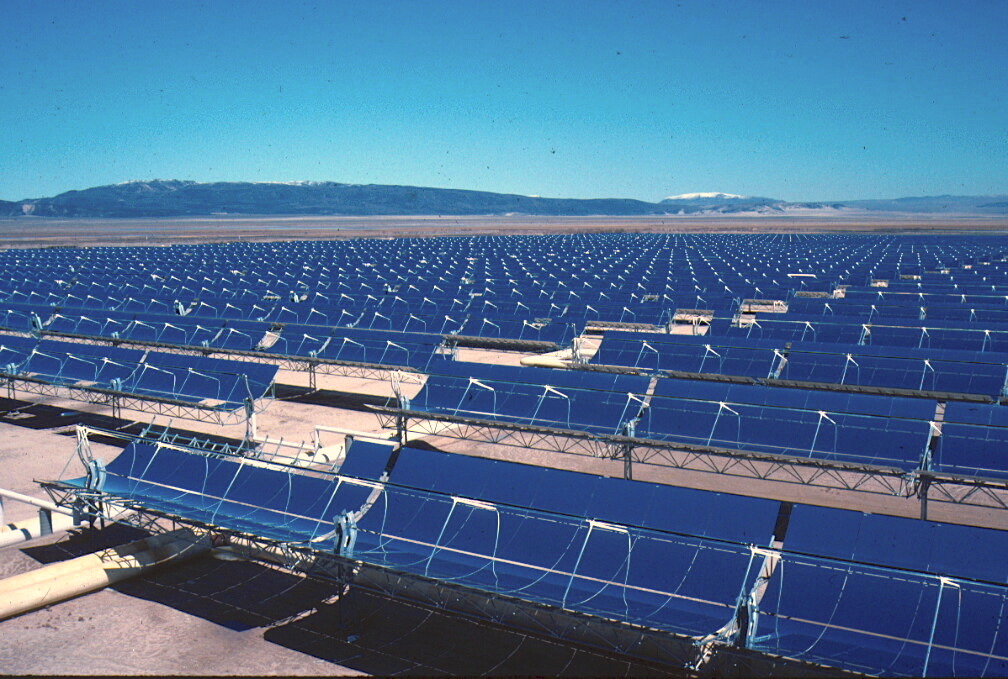
354MW（百萬瓦）太陽能發電系統（SEGS）太阳能设施的一部分，在美國加州北部圣贝纳迪诺县。

聚光太陽能熱發電（或稱聚焦型太陽能熱發電，縮寫：CSP）是一個集熱式的太陽能發電廠的發電系統。它使用反射鏡或透鏡，利用光學原理將大面積的陽光匯聚到一個相對細小的集光區中，令太陽能集中，在發電機上的集光區受太陽光照射而溫度上升，由光熱轉換原理令太陽能換化為熱能，熱能通過熱機（通常是蒸汽渦輪發動機）作功驅動發電機，從而產生的電力。
CSP已被廣泛的商業化，並且從2007年至2010年年底，CSP市場已經出現了約740 MW的發電能力的增加。在2010年，超過一半的發電能力（約478 MW）已被安裝，使其全球總發電能力達到1095 MW。西班牙在2010年增加了400 MW，以總的632 MW領先了全球，而美國截至同一年年底增加了78 MW，達到了總發電能力爲509 MW，其中包括兩個化石燃料-CSP混合的發電廠。中東也提升他們的安裝基於CSP項目的計劃，並作為該計劃的一部分，世界上最大的CSP項目Shams-I已被馬斯達爾（MASDAR）安裝在阿布扎比市。
CSP不會受到雲層干擾，其供電時間為用電高峰，許多CSP可以使用熔鹽儲熱，因此在沒有日照後數小時仍會發電，儲熱量也不需太高，在深夜及凌晨可以停止發電，但此時用電量較低（使用基載電力就可滿足），這樣的CSP就已經很實用，在非高峰時間，CSP的發電量可以依需求調節（可以在短時間內停止發電、此時聚集的熱量會完全儲存於熔鹽內），彈性甚至比天然氣發電還要高。
CSP預計將以快速的步伐繼續增長。截至2011年4月，在西班牙建設另外946MW的容量，使新容量總計為1,789MW，預計到2013年底前投入營運。在美國有進一步的1.5GW的拋物線槽式和發電塔式發電廠正在建設中，并還有簽訂了至少6.2GW的合同。在北非和中東地區，以及印度和中國也存在顯著的興趣。全球市場一直被拋物線槽式發電廠佔據著，佔了90％的CSP發電廠。

## 目前的技術
聚光太阳能热发电（CSP）被用來產生電力（有時也稱為太陽能熱能發電，通常通過水蒸氣產生）。聚光太陽能技術系統的使用有追日系統的鏡子或透鏡，把大面積的陽光聚焦到一個小面積。然後將集中的的光用作常規發電廠（太陽能熱能發電）的熱源。CSP系統中使用的太陽能聚光器也經常被用來提供工業過程的加熱或冷卻，例如太陽能空調。
聚光技術存在四個常見的形式，即拋物線槽型，斯特林碟型，聚光線性菲涅爾反射鏡型，和太陽能發電塔型。雖然簡單，這些太陽能集光器距离理論上的集光最大值还很遠。

### 拋物線槽型

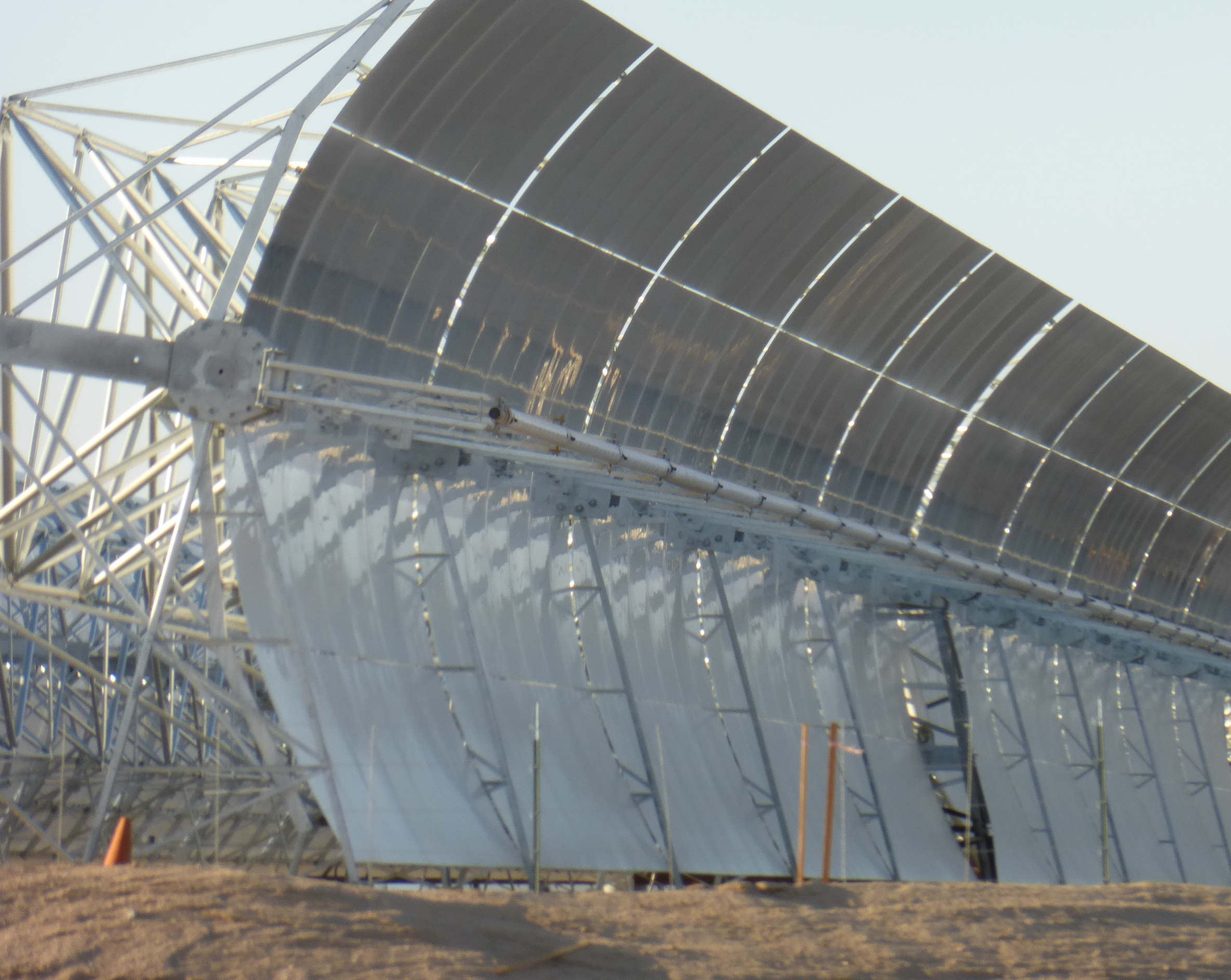
拋物線槽型發電廠，位于加州

拋物線槽型的聚光镜是由把反射光集中到焦線的一個接收器的拋物線反射鏡組成。接收器是在拋物面反射鏡的中間正上方的一個管子，並且管子中充滿了的工作流體。反射鏡通過沿單軸在白天跟踪太陽。在流經接收器时，工作流體（例如，熔鹽）被加熱到150-350℃（423—623 K（302—662 °F）），然後將其用作發電系統用的熱源。拋物線槽型系統是最發達的CSP技術。在加利福尼亞州太陽能發電系統（SEGS）廠，世界上第一個商業的拋物線槽型發電廠，Acciona公司在內華達州博爾德市附近的內華達太陽能一廠，和安达索尔太阳能电站，歐洲第一個商業拋物線槽型發電廠都是代表，还有在西班牙阿爾梅利亞的SSPS-DCS的測試設備Plataforma太陽能。

### 斯特林碟型

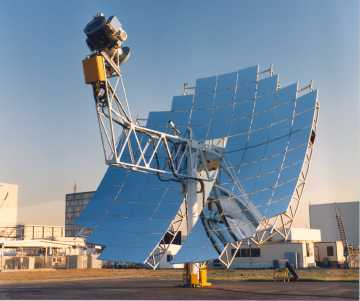
抛物面太阳能碟把太阳光线聚光到斯特林发动机的加热元件。整个装置可作为一个太阳跟踪器。

聚光太阳能热发电（CSP）-斯特林已知具有在所有太陽能技術中最高的效率（30％左右，相對於太陽能光伏PV的約15％），以及被預測為能生產高規模化生產的所有的可再生能源中最便宜的能量和在炎熱地區，半沙漠等。蝶式系統利用大型抛物线曲面聚光反射鏡（形状与卫星电视碟相似），將入射陽光聚集在焦點處，在那裡一個接收器捕捉熱量並將其轉換成有用的形式。通常是碟與斯特林發動機被耦合在一個斯特林碟形系統，但有時蒸汽機也被使用。這些產生旋轉動能，可使用發電機轉換為電能。

### 聚光線性菲涅爾反射鏡型
菲涅耳反射器是由許多薄的平面鏡條把太陽光集中到管子上，其中管子通過被泵送的工作流體。平面鏡允許在相同的空間中有比一個拋物面反射器量更多的反射面，從而捕獲更多的可用的太陽光，並且它們比拋物面反射器便宜得多。菲涅耳反射器可以用于各種大小的聚光太阳能热发电。

### 太陽能發電塔型
塔式太陽能熱發電是採用大量的定向反射鏡(定日鏡)將太陽光聚集到一個裝在塔頂的中央熱交換器（接受器）上，接受器一般可以收集100MW的輻射功率，產生1100°C的高溫。
在西班牙的PS10太陽能發電塔，是世界上第一個商業化電力公用事業規模的太陽能發電塔。

## 在世界各地的部署
| 国家                                           | 总共  | 增加 |
| ---------------------------------------------- | ----- | ---- |
| 西班牙                                         | 2,300 | 0    |
| 美国                                           | 1,738 | 0    |
| 印度                                           | 225   | 0    |
| 南非                                           | 200   | 100  |
| 摩洛哥                                         | 180   | 0    |
| 阿联酋                                         | 100   | 0    |
| 阿尔及利亚                                     | 25    | 0    |
| 埃及                                           | 20    | 0    |
|                                                | 12    | 0    |
| 中國                                           | 10    | 10   |
| 泰國                                           | 5     | 0    |
| Source: REN21 Global Status Report, June, 2017 |       |      |

CSP發電廠的商業部署從1984年在美國興建太陽能發電系統（SEGS）開始，直到1990年最後SEGS廠完成。從1991年到2006年，沒有CSP發電廠在世界任何地方被建造。
在2013年，全球的装机量增长了36％，或近0.9 GW至3.4GW。西班牙和美国仍是全球领先者，同时安装CSP的国家数量在不断增加。对于具有高太阳辐射的发展中国家和地区存在显着趋势。自2004年全球CSP安装容量增加了近十倍，并在过去五年中以平均每年50％速度增长。:51
CSP也越来越多地与更便宜的光伏太阳能发电竞争，并采用聚光光伏（CPV），这是一种快速增长的技术，就像CSP最适合高太阳能日照的地区一样。此外，近来已经提出了一种新型的太阳能CPV / CSP混合系统。
| 年份                                                      | 1984 | 1985 | 1989 | 1990 | 1991-2005 | 2006 | 2007 | 2008 | 2009 | 2010 | 2011  | 2012  | 2013  | 2014  | 2015  | 2016  | 2017  | 2018  | 2019  | 2020 | 2021 |
| --------------------------------------------------------- | ---- | ---- | ---- | ---- | --------- | ---- | ---- | ---- | ---- | ---- | ----- | ----- | ----- | ----- | ----- | ----- | ----- | ----- | ----- | ---- | ---- |
| 已安裝的                                                  | 14   | 60   | 200  | 80   | 0         | 1    | 74   | 55   | 179  | 307  | 629   | 803   | 872   | 925   | 420   | 110   | 100   | 550   | 381   | 239  | 110  |
| 累积的                                                    | 14   | 74   | 274  | 354  | 354       | 355  | 429  | 484  | 663  | 969  | 1,598 | 2,553 | 3,425 | 4,335 | 4,705 | 4,815 | 4,915 | 5,465 | 6,451 | 6690 | 6800 |
| Sources: REN21:51:146 · CSP-world.com · IRENA · HeliosCSP |      |      |      |      |           |      |      |      |      |      |       |       |       |       |       |       |       |       |       |      |      |

全球市場最初以槽式電站(parabolic-trough plants)為主，一度佔聚光太阳能热发电電站的 90%。
大約自2010 年以來，中央電力塔(central power tower)式的聚光太阳能热发电因其較高的運行溫度（高達565 °C（1,049 °F），而槽式最高溫度為400 °C（752 °F））而受到新發電廠的青睞，這保證了更高的效率。
較大的聚光太阳能热发电項目包括美國的伊万帕太阳能发电设施（392 MW），該項目採用太陽能發電塔式技術，無需熱能儲存，和摩洛哥的瓦爾扎扎特太陽能發電站，該項目採用槽式和塔式技術相結合的技術，總計 510 MW，可熱能儲存數小時。

## 成本
截至2009年9月9日，建设聚光太阳能热发电站（CSP）的成本一般约为每瓦2.50到4美元，而燃料（太阳辐射）是免费的。因此，一个250百萬瓦（MW）的聚光太阳能热发电站（CSP）将耗资6亿-10亿美元兴建。可以算出至0.12至0.18美元/千瓦时（kWh）。新的CSP发电站可能会与化石燃料相比在经济上具有竞争力。彭博新能源财经太阳能分析师纳撒尼尔·布拉德（Nathaniel Bullard）的计算，在正在建设中的南加州的一个项目伊万帕太阳能发电设施的电费成本，会低于从光伏发电并且会大约相同于从天然气发电。但是，在2011年11月，谷歌宣布他们将不会再在CSP项目的投资，因为太阳能光伏价格快速下滑。谷歌已经花费1.68亿美元在BrightSource公司。国际可再生能源机构（IRENA）于2012年6月已出版一系列研究，题为：《可再生能源成本分析》。CSP的研究表明CSP电站有建设和运营两个成本。成本有望下降，但也有因为安装不足而不足以明确地建立学习曲线。截至2012年3月，有1.9吉瓦（GW）的CSP被安装，其中1.8吉瓦（GW）是抛物线槽型集光器的。
在2017年智利拍卖会上，SolarReserve以24小时CSP电力出价没有补贴的63美元/MWh（¢6.3/kWh)，与其他类型的液化天然气（LNG）燃气轮机竞争
。

## 未来
国际绿色和平组织，欧洲太阳能热电协会，和国际能源署的SolarPACES组织的一项研究调查了聚光太阳能发电的潜力和未来。研究发现，到2050年聚光太阳能热发电量可能占到世界能源需求的25％。投资额将从20亿欧元增加到当时的925亿欧元。西班牙是聚光太阳能发电技术的领导者，有50多个政府批准的项目。此外，它出口其技术，进一步增加该技术在全球能源的份额。专家预测，非洲，墨西哥和美国西南部地区的增幅最大，因为CSP这项技术在高太阳辐射地区的表现最好。这表明基于硝酸盐（钙，钾，钠，...）的储热系统将使CSP工厂越来越有利可图。该研究考察了这项技术的三个不同后果：CSP技术无增长，西班牙和美国的投资持续增长，和最后的CSP的没有任何障碍的真正增长潜力。第三部分的结果如下表所示：
| 年度   | 年度投资额 | 积累的容量   |
| ------ | ---------- | ------------ |
| 2015年 | €210亿     | 4,755 MW     |
| 2050年 | €1740亿    | 1,500,000 MW |

最后，这项研究确认了CSP的技术如何改进，以及如何在2050年之前大幅度降价。预计从目前的0.23-0.15美元/kwh的范围下降到0.14-0.10美元/kwh。